# Arthur Pearson
Sir Cyril Arthur Pearson (Wookey, 24 febbraio 1866 – Londra, 9 dicembre 1921) è stato un giornalista e editore britannico, noto soprattutto per aver fondato, nel 1900, il Daily Express.

## Biografia
Pearson nacque nel villaggio di Wookey (nel Sud-ovest dell'Inghilterra) da Arthur Cyril Pearson, rettore di Drayton Parslow, un piccolo paese nel Buckinghamshire, e Phillippa Massingberd Maxwell (nata Lyte), nipote dello scrittore e poeta Henry Francis Lyte. 
La sua formazione scolastica avvenne al college inglese di Winchester, nell'Hampshire.
Il suo primo lavoro è stato come giornalista presso la casa editrice londinese di George Newnes sul Tit-Bits magazine. Durante il primo anno lavorativo impressionò talmente tanto Newnes per divenirne il principale assistente.

## Carriera
Nel 1890, dopo sei anni di lavoro per Newnes, Pearson lasciò per fondare la propria attività editoriale e nel giro di tre settimane creò il periodico Pearson's Weekly, il cui primo numero vendette un quarto di milione di copie. Filantropo, nel 1892 istituì il Fresh Air Fund, ancora in funzione e ora noto come Pearson's Holiday Fund, per consentire ai bambini svantaggiati di partecipare ad attività all'aperto. Nel 1898 acquistò il Morning Herald e nel 1900 lo fuse nella sua nuova creazione, il Daily Express da mezzo penny.
L'Express si discostò dai giornali del suo tempo e creò un impatto immediato riportando notizie invece di solo pubblicità in prima pagina. Ebbe successo nell'istituire giornali in località provinciali come il Birmingham Daily Gazette. Entrò in diretta concorrenza con il Daily Mail e nella conseguente lotta commerciale prese quasi il controllo del Times, venendo nominato come suo manager, ma l'accordo fallì.
Nel 1900 Pearson inviò l'esploratore e avventuriero Hesketh Hesketh-Prichard in Patagonia per indagare su un gigantesco mammifero peloso che abitava le foreste, e congetturò che fosse un bradipo gigante di terra, da tempo estinto.  I reportage di Hesketh-Prichard da 5.000 miglia di distanza catturarono i lettori dell'Express, nonostante non avesse trovato traccia della creatura.

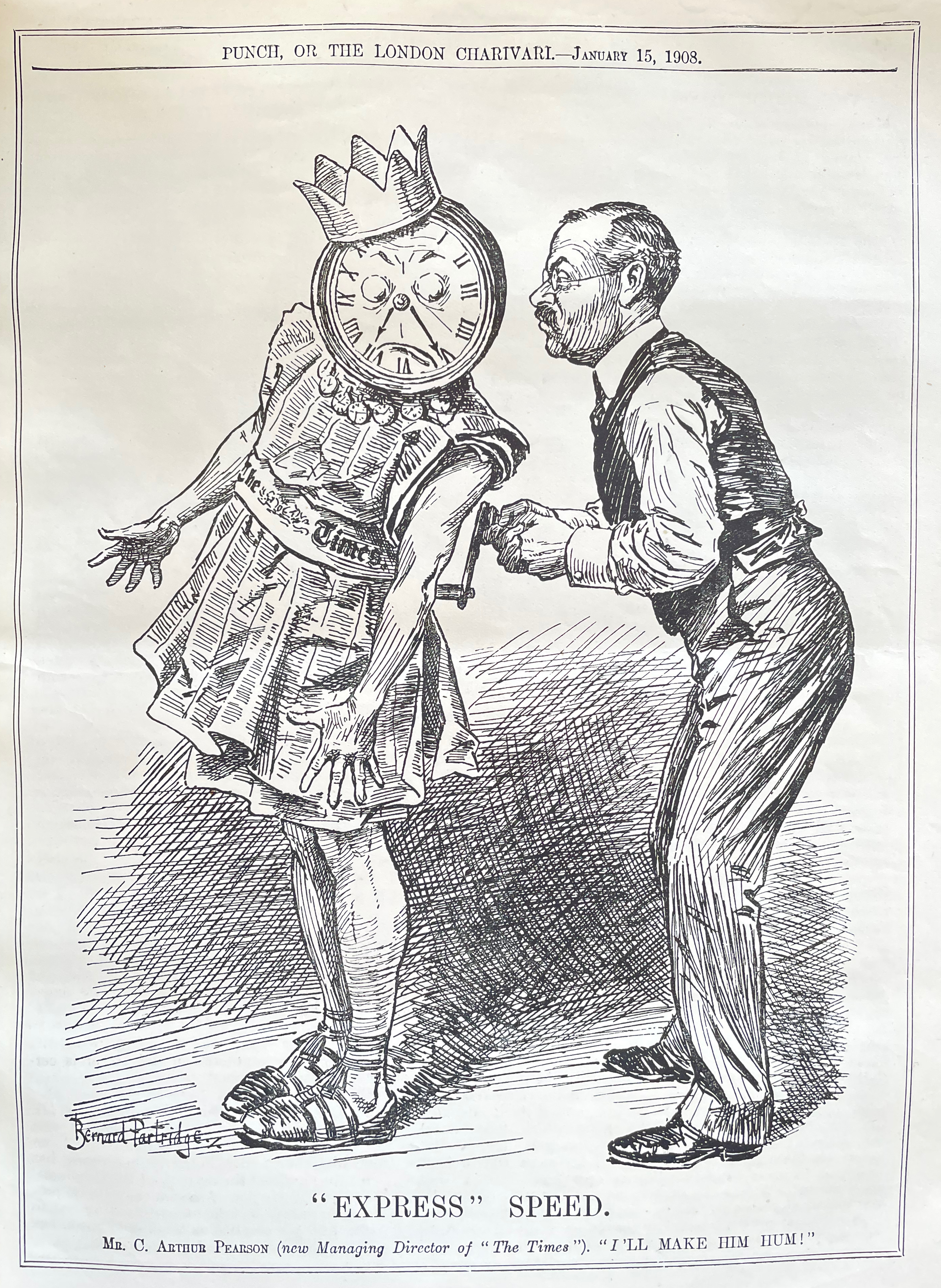
Punch, 15 gennaio 1908, che prende in giro la nomina del fondatore del Daily Express Arthur Pearson a direttore del Times

Nel 1898, Pearson fondò The Royal Magazine, una rivista letteraria mensile che rimase in pubblicazione fino al 1939.
Durante questo periodo, Pearson fu anche attivo come scrittore e scrisse una serie di guide turistiche in Gran Bretagna e in Europa. Con lo pseudonimo di "Professor P. R. S. Foli", scrisse Scrittura a mano come indice del carattere nel 1902, oltre a lavorare sulla predizione del futuro e sull'interpretazione dei sogni. Pearson fu un forte sostenitore del movimento di riforma tariffaria di Joseph Chamberlain e organizzò la Tariff Reform League nel 1903, diventandone il primo presidente. Nel 1904 acquistò lo Standard e il giornale gemello Evening Standard per 700.000 sterline dalla famiglia Johnstone.
Unì l'Evening Standard con la sua St James's Gazette e cambiò la posizione conservatrice di entrambi i giornali in una filo-liberale, ma non riuscì ad arrestare il calo delle vendite e nel 1910 li vendette ai parlamentari Sir Davison Dalziel e Sir Alexander Henderson.

## Perdita della vista
Cominciando a perdere la vista a causa del glaucoma nonostante un'operazione del 1908, Pearson fu progressivamente costretto dal 1910 in poi ad abbandonare i suoi interessi giornalistici; il Daily Express passò, nel novembre 1916, sotto il controllo del magnate canadese-britannico Sir Max Aitken, in seguito Lord Beaverbrook.

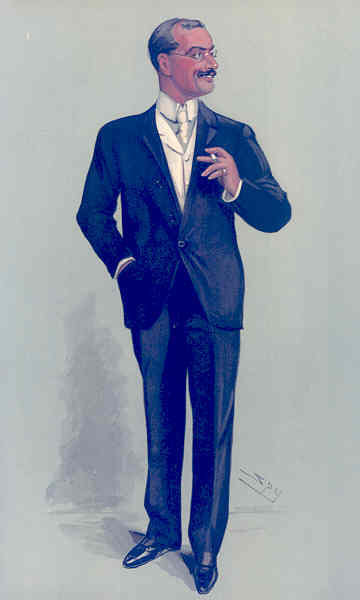
Caricatura di Pearson da parte di Spy per Vanity Fair, 1904

Attraverso la British and Foreign Blind Association, Pearson pubblicò il suo Pearson's Easy Dictionary in formato Braille  nel 1912. In seguito completamente cieco, Pearson fu nominato presidente della National Institution for the Blind nel 1914, aumentando il suo reddito da £ 8.000 a £ 360.000 in soli otto anni. Il 29 gennaio 1915 fondò il Blinded Soldiers and Sailors Care Committee (in seguito rinominato St Dunstan's e ora noto come Blind Veterans UK), per i soldati accecati da attacchi di gas o traumi durante la prima guerra mondiale.  Il suo obiettivo, radicale per l'epoca, era quello di fornire formazione professionale piuttosto che carità ai militari invalidi, e quindi di metterli in grado di condurre una vita indipendente e produttiva.  Non solo i soldati ciechi venivano addestrati in lavori come l'intreccio di cesti o i massaggi, ma anche in abilità sociali come la danza, la lettura del braille o lo sport per ridare fiducia in se stessi. Dopo averli rilasciati, sono stati donati piccoli segni di indipendenza come orologi braille.

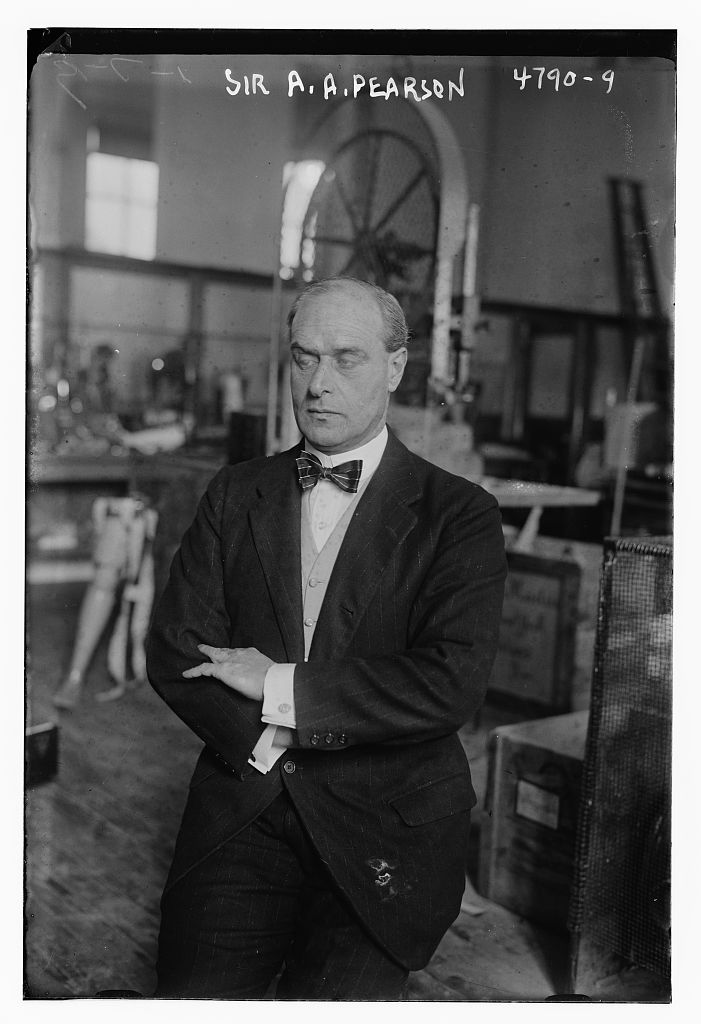
Sir Arthur Pearson, 1° Baronetto nel 1918

La dedizione di Pearson a questo lavoro lo portò a ricevere il titolo di baronetto il 12 luglio 1916, dopo di che prese il titolo di Sir Arthur Pearson, 1° Baronetto di St Dunstan's, Londra. Ricevette l'Order of the British Empire (GBE) nel 1917.
Pearson era un caro amico del pioniere del movimento scout Robert Baden-Powell, e sosteneva i suoi sforzi nella creazione del movimento e nella pubblicazione della sua rivista The Scout. Quando il piano di Pearson per la pubblicazione in Braille stava vacillando a causa della mancanza di fondi, il 2 maggio 1914 Baden-Powell chiese pubblicamente che "tutti gli Scout facessero un 'buon lavoro' per l'editore della rivista The Scout, il signor C. Arthur Pearson, al fine di raccogliere fondi per il suo progetto di pubblicazione di letteratura in Braille per i ciechi".
Nel 1919, Pearson scrisse il libro Victory Over Blindness: How it Was Won by the Men of St Dunstan's.  Fondò il Greater London Fund for the Blind nel 1921, finanziato dall'istituzione del suo appello annuale "Geranium Day".

## Morte
Pearson morì il 9 dicembre 1921 annegando nella propria vasca da bagno dopo aver perso i sensi in una caduta. Fu sepolto nel cimitero di Hampstead dopo un funerale al quale parteciparono la rappresentanza del Regno Unito, le famiglie reali britanniche e norvegesi e diverse delegazioni estere. Due dei portatori della bara erano ciechi.
Nel 1922, una biografia, The Life of Sir Arthur Pearson, fu scritta da Sidney Dark e pubblicata da Hodder & Stoughton. La casa editrice di Pearson, la C. Arthur Pearson Ltd., aveva avuto un rapporto di cooperazione con il vecchio datore di lavoro di Pearson, la George Newnes Ltd, e quando Pearson abbandonò gradualmente i suoi doveri editoriali a causa della cecità, nel 1914 Pearson era diventato essenzialmente un'impronta di Newnes. Con la morte di Pearson, questo accordo fu formalizzato e nel 1929 Newnes acquistò tutte le azioni in circolazione della società di Pearson. 
Decenni dopo la morte del fondatore, negli anni '60, la C. Arthur Pearson Ltd. era uno dei quattro principali editori di riviste di Londra, insieme a Newnes, Odhams Press e Hulton Press. (Nel 1963, tutti e tre erano entrati a far parte della International Publishing Corporation).

## Vita privata
Nel dicembre 1887, Pearson sposò Isobel Sarah Bennett, figlia del canonico Frederick Bennett, di Maddington, Wiltshire, con la quale ebbe tre figlie. Nel 1897, Pearson sposò, come sua seconda moglie, Ethel, figlia di William John Fraser. Ethel, Lady Pearson, sarebbe stata nominata Dama Commendatore dell'Ordine dell'Impero Britannico (DBE). La coppia ebbe un figlio, Neville (nato a Farnham, 1898), e tre figlie.